# August Schmidhuber

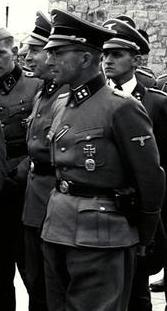
August Schmidhuber und andere SS-Offiziere bei einem Besuch im KZ Mauthausen im April 1941

August Schmidhuber (* 8. Mai 1901 in Augsburg; † 19. Februar 1947 in Belgrad) war ein deutscher Offizier der Waffen-SS, zuletzt SS-Brigadeführer und Generalmajor der Waffen-SS. Er war als Kommandeur verschiedener SS-Divisionen verantwortlich für zahlreiche Kriegsverbrechen auf dem Balkan.

## Leben
Schmidhuber war der Sohn eines Regierungsbeamten. Er verpflichtete sich nach einer dreijährigen Lehre zum Brauer am 5. Mai 1919 für zwölf Jahre bei der Reichswehr, wo er nach der Grundausbildung dem Schützenregiment 42 zugeteilt wurde. Im selben Jahr gehörte er auch dem Freikorps Epp an. Innerhalb der Reichswehr wechselte Schmidhuber später zur 11. Kompanie des Gebirgsjägerregiment 19, wo er bis zum 1. November 1926 zum Oberfeldwebel aufstieg.
Nach dem Ende der zwölfjährigen Dienstzeit verließ Schmidhuber am 4. Mai 1931 die Armee und nahm wieder seine Arbeit als Brauer auf. Des Weiteren trat er der Bayerischen Volkspartei bei und kandidierte unter anderem als Landrat für den Bezirk Lindau. Am 16. Juli 1933 trat er der SA bei und kommandierte dort von Oktober 1934 bis Mai 1935 die SA-Schule „Seeon“. Zum 17. Mai 1935 stieß er als SS-Obersturmführer zur SS-Verfügungstruppe (SS-Nummer 266.450) und bekleidete dort den Posten eines Kompaniechefs. Von Februar 1936 bis Mai 1938 diente er ebenfalls als Kompaniechef beim Regiment „Germania“ und wurde währenddessen zum 13. September 1936 zum SS-Hauptsturmführer befördert. Nach seiner Ernennung zum SS-Sturmbannführer zum 30. Januar 1939 übernahm Schmidhuber im Mai des Jahres das Kommando über das I. Bataillon des Regiments „Germania“ von Werner Dörffler-Schuband. Mit dem Bataillon nahm er unter anderem am Überfall auf Polen und Westfeldzug teil und erwarb sich beide Klassen des Eisernen Kreuzes. Als Nächstes wurde er am 1. Januar 1941 Kommandeur des II. Bataillons des SS-Infanterie-Regiment 11, welches er zu diesem Zeitpunkt bereits einen Monat in Vertretung geführt hatte und übernahm am 14. Oktober 1941 schließlich für acht Tage das komplette Regiment, welches aufgrund schwerer Verluste am 22. Oktober aufgelöst wurde und auf die Regimenter „Der Führer“ und „Deutschland“ der Division „Das Reich“ verteilt wurde. Schmidhuber kommandierte weiterhin die Reste des Stabs des Regiments, bis die Division im April 1942 zur Auffrischung nach Frankreich verlegt wurde.

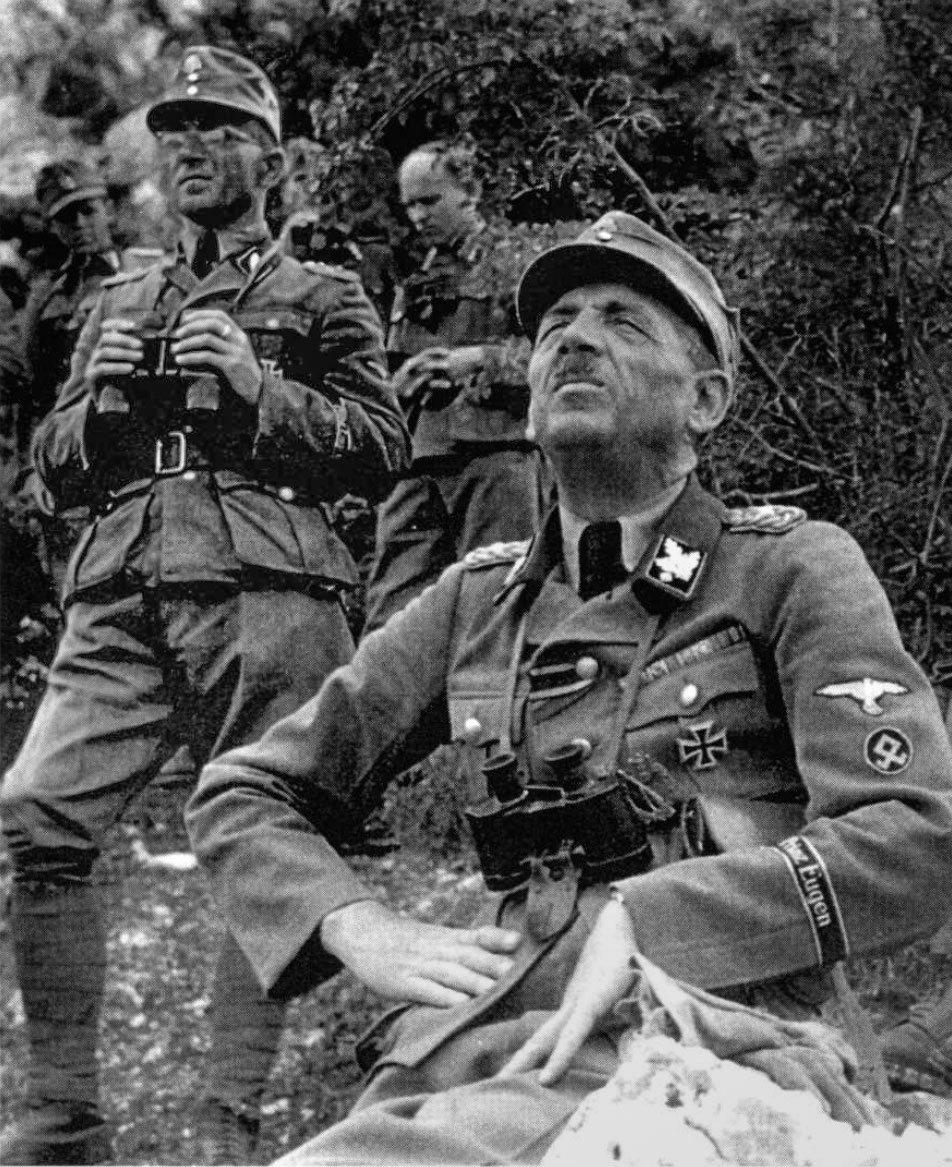
August Schmidhuber (l.) an der Seite von Arthur Phleps, dem Kommandeur der 7. SS-Freiwilligen-Gebirgs-Division „Prinz Eugen“, am 2. Juli 1943.

Im selben Monat wurde Schmidhuber der Division „Prinz Eugen“ zugeteilt und dort Kommandeur des SS-Gebirgsjäger-Regiment 2 (später SS-Freiwilligen-Gebirgsjäger-Regiment 14). In dieser Funktion wurde er zum 20. April 1943 zum SS-Standartenführer befördert und im August mit dem Deutschen Kreuz in Gold ausgezeichnet. Am 17. April 1944 wurde Schmidhuber zum Kommandeur der in Aufstellung befindlichen Division „Skanderbeg“ ernannt und zum 21. Juni 1944 zum SS-Oberführer befördert. Wie auch die Division „Prinz Eugen“, ging die größtenteils aus albanischen Freiwilligen und deutschem Rahmenpersonal bestehende Division äußerst brutal gegen vermeintliche und tatsächliche Partisanen vor, wobei es nicht selten zu Gewaltexzessen kam, die sich teilweise gezielt gegen die Zivilbevölkerung richteten. Im weiteren Verlauf des Krieges löste sich die Division unter anderem durch Desertationen immer weiter auf und hörte zur Jahreswende 1944/45 praktisch auf zu bestehen, woraufhin sie aufgelöst wurde und die Reste der Division „Prinz Eugen“ unterstellt wurden.
Zuletzt wurde Schmidhuber zum 20. Januar 1945 als Nachfolger von Otto Kumm Kommandeur der Division „Prinz Eugen“ und wurde in dieser Funktion noch zum SS-Brigadeführer und Generalmajor der Waffen-SS ernannt. Bei Kriegsende geriet er in Slowenien in sowjetische Kriegsgefangenschaft und wurde nach Belgrad überstellt, wo er aufgrund seiner Rolle bei Kriegsverbrechen auf dem Balkan zum Tode verurteilt und am 19. Februar 1947 hingerichtet wurde.

## Auszeichnungen
- Deutsches Kreuz in Gold am 3. August 1943
- Eisernes Kreuz (1939) II. und I. Klasse am 4. Oktober und 11. November 1939
- Deutsches Reichssportabzeichen in Silber
- SA-Sportabzeichen in Gold
- Infanterie-Sturmabzeichen